# Kleine Junkerstraße

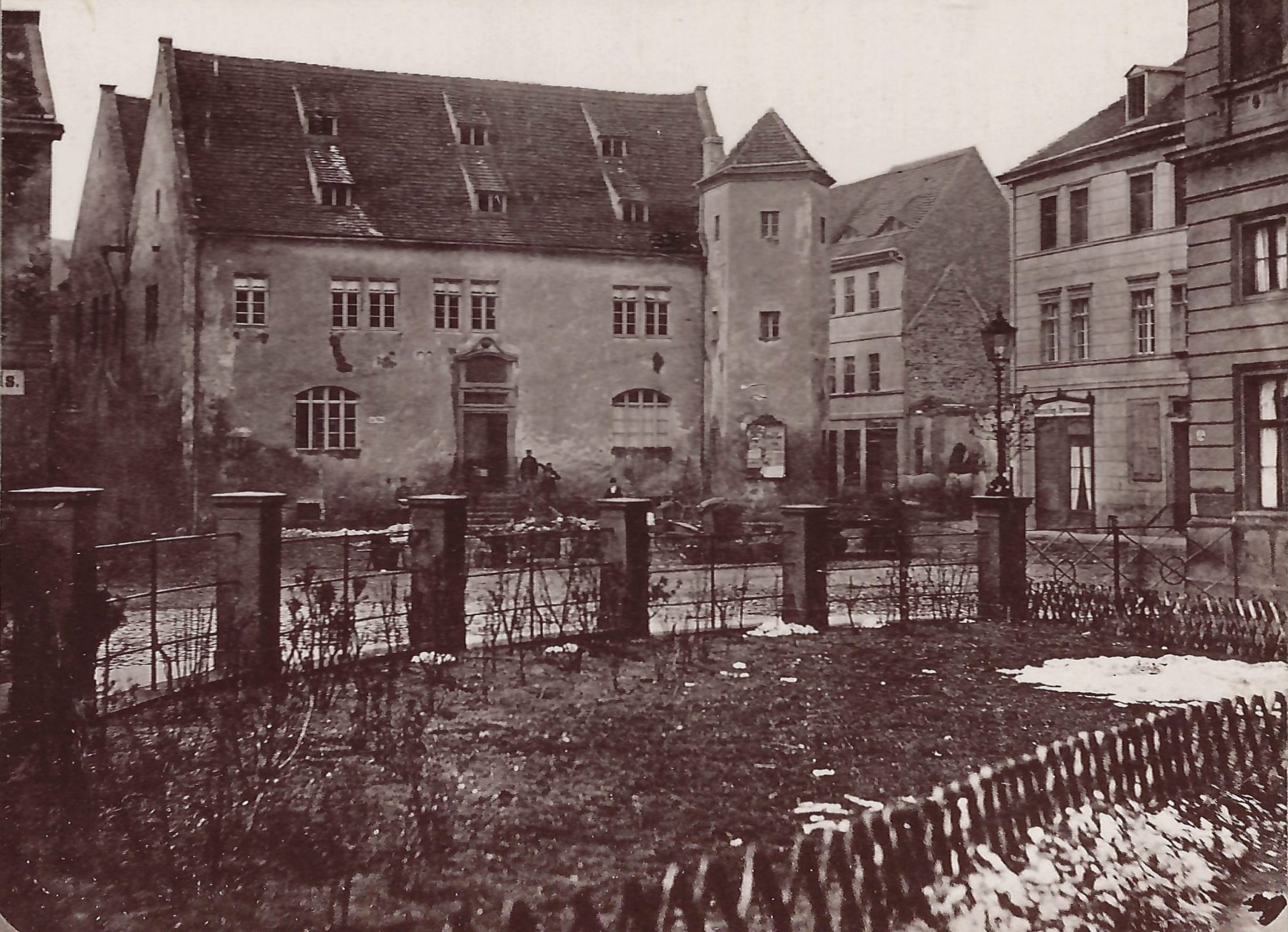
Einmündung der Kleinen Junkerstraße (links des alten Hauses Johannisbergstraße 3) auf die Johannisbergstraße, Blick Bereich vor der Johanniskirche nach Süden, vor 1874

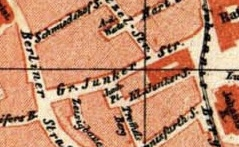
Kleine Junkerstraße auf einem Stadtplan aus der Zeit um 1885, Karte nicht eingenordet, Norden ist rechts, rechts sind das Rathaus und die Johanniskirche zu erkennen.

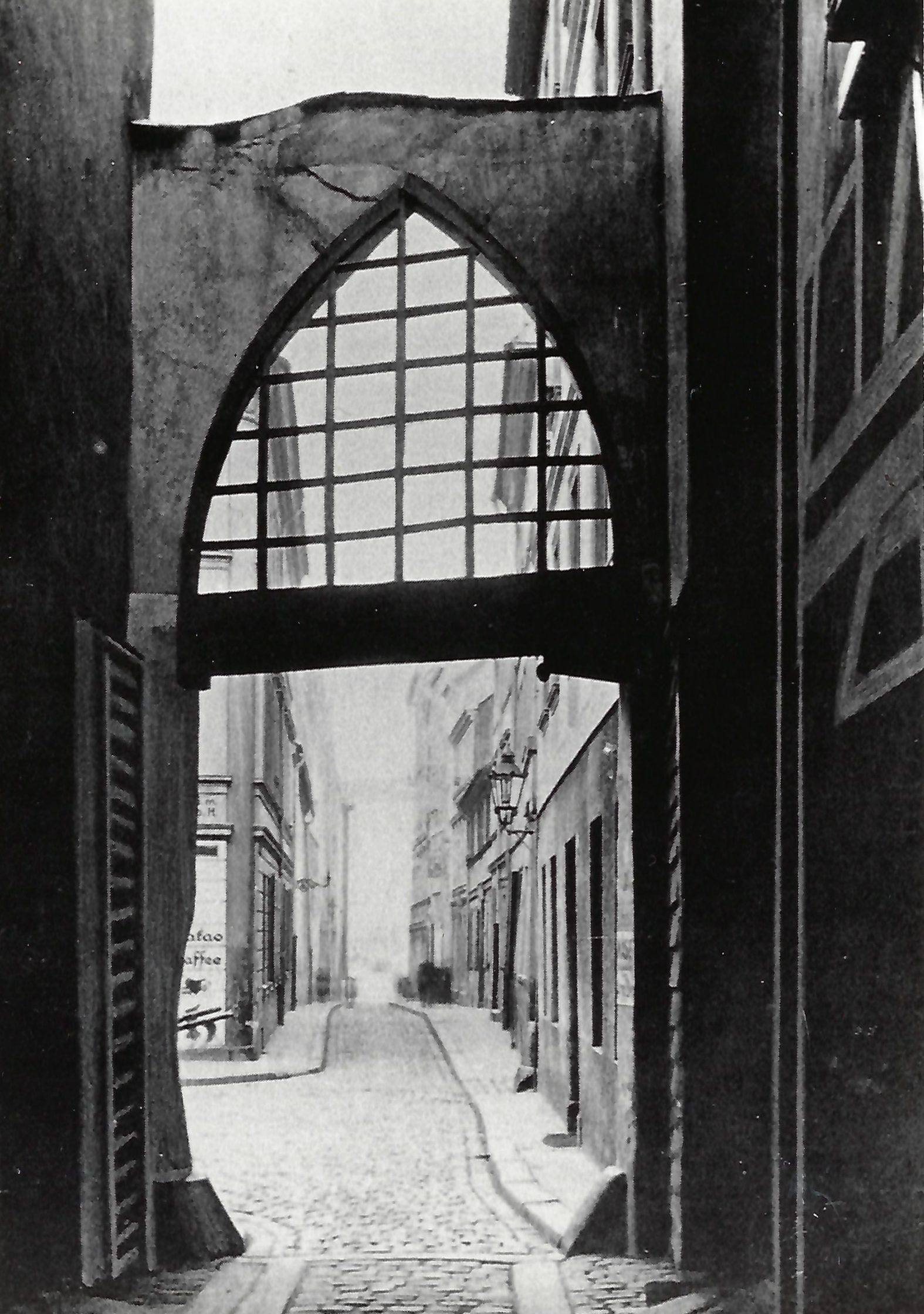
Kleine Junkerstraße, vermutlich Blick aus dem Hauseingang zwischen Nummer 1 (links) und 2 (rechts) nach Norden, links die Abzweigung in Richtung Große Junkerstraße, an der Ecke links wohl Werbung der Milchhandlung Herms, rechts (nur als schwache Absenkung des Bordsteins erkennbar) die Einmündung des Trommelsbergs; vor 1939

Die Kleine Junkerstraße war eine Straße in Magdeburg im heutigen Sachsen-Anhalt. Nach Zerstörungen im Zweiten Weltkrieg wurde die Straße aufgegeben.

## Lage und Verlauf
Die Straße befand sich in der Magdeburger Altstadt. Sie begann gegenüber der südwestlichen Ecke der Sankt-Johannis-Kirche, wo sie von der Johannisbergstraße nach Süden abging. Fast an ihrem Ende mündete von Osten der Trommelsberg ein. Dort bildete die Kleine Junkerstraße einen kleinen Platz und bog nach Westen ab, wo sie auf die Große Junkerstraße einmündete, die bis dahin in nur geringer Entfernung parallel zur Kleinen Junkerstraße verlaufen war. 
Die Hausnummerierung verlief beginnend mit der Nummer 1 von der südwestlichen Ecke zur Großen Junkerstraße aufwärts zunächst nach Osten und dann auf der Ostseite nach Norden. Zwischen der Nummer 2 und 3 mündete der Trommelsberg ein. Die Nummerierung lief dann bis zur Nummer 10. Das Eckhaus gehörte bereits zur Johannisbergstraße. Auf der Westseite gegenüberliegend befand sich als Eckhaus der ebenfalls zur Johannisbergstraße gehörige Artushof. Auf der Westseite lief südlich daran anschließend die Nummerierung mit 11 beginnend nach Süden. Die Nummer 12 war das Eckhaus an der Abbiegung nach Westen, die Nummer 13 war das nördliche Eckhaus an der Einmündung auf die Große Junkerstraße.
Heute befindet sich an dieser Stelle in etwa der südlich der Johannisbergstraße verlaufende Teil der Jakobstraße. Der Bereich der ehemaligen Kleinen Junkerstraße quert die heutige Ernst-Reuter-Allee und mündet dann auf deren Südseite, etwas östlich des Allee-Centers auf den Bereich der ebenfalls nicht mehr bestehenden Großen Junkerstraße ein.

## Geschichte
Erstmals wurde 1631 für die Straße der Name Junkerstraße erwähnt. Er könnte auf die Stadtjunker verweisen, die möglicherweise in diesem Bereich lebten. Hierbei handelte es sich um erzbischöfliche, adlige Dienstfamilien, die vor der Einführung der bürgerlichen Selbstverwaltung im Regiment der Stadt saßen. Diese Deutung würde allerdings darauf verweisen, dass der Name bereits erheblich älter sein müsste und bereits auf eine Situation aus der Zeit vor 1200 verweist. Die Unterscheidung zwischen Großer und Kleiner Junkerstraße wurde erst seit etwa 1660 gemacht. Da die Kleine Junkerstraße die ältere Straße mit dieser Bezeichnung war, wurde sie zunächst als Große Junkerstraße bezeichnet und die spätere Große Junkerstraße dementsprechend als Kleine Junkerstraße. In der Zeit ab 1750 empfand man diese, den tatsächlichen Größenverhältnissen widersprechende Benennung als unpassend, so dass die Namen getauscht wurden. Seit dieser Zeit war der Name Kleine Junkerstraße gebräuchlich.
An der Einmündung der Kleinen Junkerstraße auf die Große Junkerstraße befand sich eine kleine platzartige Erweiterung. Sie trug in der letzten Zeit keinen gesonderten Name. Bis um die Zeit um 1700 wurde der Platz jedoch als Trommelsberg bezeichnet. Diesen Namen erhielt später die nach Osten abgehende Straße Trommelsberg. Zum Teil wurde nur die Bezeichnung der Plan verwendet. Noch Ende des 19. Jahrhunderts fand sich auch die Bezeichnung Junkerplatz. Der Platz war zeitweise klar viereckig gefasst und wurde erst bei Wiederaufbau nach einem Brand Anfang des 19. Jahrhunderts so nach Westen erweitert, dass die klare platzartige Umgrenzung verloren ging.
1831/1832 wohnten in der Straße 193 Menschen in 13 Gebäuden.
1939/1940 wurden die Gebäude Kleine Junkerstraße 4 bis 10 für den Bau eines Luftschutzbunkers abgerissen.
Während des Zweiten Weltkriegs wurde auch der Bereich der Kleinen Junkerstraße schwer zerstört. In der Zeit der DDR erfolgte ein Wiederaufbau der Innenstadt, der sich in weiten Teilen nicht an die historische Stadtstruktur hielt. Die Kleine Junkerstraße wurde dabei aufgegeben und Teil einer ausgedehnten Grünfläche bzw. durch veränderte neue Straßenzüge der Jakobstraße und der damaligen Wilhelm-Pieck-Allee (heutige Ernst-Reuter-Allee) überbaut.

## Historische Häuser der Kleinen Junkerstraße
| Hausnummer | Name              | Bemerkungen | Bild |
| ---------- | ----------------- | --- | ---- |
| 1          |                   | Im Jahr 1631 gehörte das Haus Nieß Tange (auch Dionys Stange). Ihm folgten die Witwen von Hans und Klaus Schöne als Erbinnen nach. 1651 ging die Stätte an die Gläubiger Joachim und Hans Fincke, die sie 1659 für 30 Taler an Lorenz Christoph Schaumburger veräußerten. Schaumburger bebaute das bis dahin wohl noch in Folge der Zerstörung Magdeburgs im Jahr 1631 neu mit einem Haus. Seine Erben verkauften das Anwesen im Jahr 1690 für 150 Taler an den Fleischer Hans Trautenvetter (auch Trutvetter). Er wurde zuletzt im Jahr 1709 erwähnt. Es folgt der Fleischer Christian Friedrich, dessen Erben es 1719 für 550 Taler an Georg Christian Friedrich, der bis 1729 Eigentümer blieb. |      |
| 2          |                   | Das Grundstück bestand zunächst aus zwei Stätten. Noch um das Jahr 1700 bestanden zwei Häuser, in späterer Zeit dann jedoch nur noch eins. 1651 war das Grundstück, wohl nach der Zerstörung von 1651 noch wüst und gehörte Kaspar Delitz. Im Jahr 1683 waren die Erben des Zimmermanns Hans Albrecht als Eigentümer eingetragen. Sie veräußerten 1685 Haus und Stätte an den Fischer Bendix Schmidt für 140 Taler. Er verkaufte es dann 1689 für 200 Taler an den Schiffsknecht Christian Gast weiter. 1705 veräußerte es Gast für 250 Taler an den Kutscher Christian Schäfer. Im Jahr 1710 erwarb es von ihm für 325 Taler der Brauer Heinrich Nitze, dem auch das angrenzende Brauhaus Große Junkerstraße 4 gehörte. 1730 vererbte er es an seine Tochter, die mit dem Leutnant von Haacke verheiratet war. |      |
| 3          |                   | 1651 gehört die wohl in Folge der Zerstörung von 1631 wüste Stätte Thomas Eckstedt, sie fiel jedoch an die städtische Kämmerei. Im Jahr 1679 war der Brauknecht Siegmund Liebener Eigentümer, der es 1683 neu bebaute. 1710 veräußerte er das Haus für 200 Taler an den Maurer Hans Georg Reinecke. Zeitweise wurde das Grundstück getrennt als Haus an der Ecke und Nebenhaus am Trommelsberg geführt. |      |
| 4          |                   | Im Jahr 1651 gehörte das wohl nach 1631 noch wüste Grundstück Wolf Stolze. 1679 wurde es wieder als Haus geführt und gehörte, wie auch noch 1683, den Erben des Schiffers Hans Neide. Im Jahr 1691 wurde Martin Neide als Eigentümer geführt, 1710 und dann bis 1728 der Schneider Gottfried Döbblin (auch Döpelin). 1939/1940 wurde das zu diesem Zeitpunkt bestehende Gebäude für den Bau eines Luftschutzbunkers abgerissen. |      |
| 5          |                   | 1631 gehörte das Haus Mathias Föltzke (auch Feltzke), dann einem Zimmermann, der die Stätte durch Heirat seiner Ehefrau erhielt. Er wurde allerdings der Stadt verwiesen, worauf die Kämmerei das Grundstück einzog und es 1659 an den Geiger Thomas Herze (auch Heertz) veräußerte. Für 36 Taler verkaufte der Zirkelschmied Georg Welhöfer die Stätte 1661 an den Zimmermann Christian Kötner. Er vererbte das Haus 1684 an die Gebrüder Köttner, die es 1691 für 140 Taler an den Steuermann Dietrich Winkelmann veräußerten. Später gehörte es Joachim Winkelmann und zumindest von 1712 bis 1733 dem Zimmermann Joachim Matthias. 1939/1940 wurde das zu diesem Zeitpunkt bestehende Gebäude für den Bau eines Luftschutzbunkers abgerissen. |      |
| 6          | Zur goldenen Säge | Das Grundstück bildete bis 1730 eine Einheit mit dem benachbarten Grundstück Nummer 7. 1631 gehörte es Andreas Hildebrand, dann Heinrich Hildebrand und schließlich der Witwe von Mathias Elbe. Noch vor 1651 baute der Zirkelschmied Georg Welhöfer, auf dem wohl in Folge der Zerstörung von 1631 noch wüsten Grundstück, in etwas ein Haus. 1653 erwarb er die Stätte von der Witwe Elbe für 30 Taler. Welhöfer wurde zuletzt im Jahr 1683 erwähnt. 1691 und 1712 wurde Welhöfers Schwiegersohn, der Messerschmied Heinrich Ulrich, als Eigentümer geführt. 1716 und 1719 wurde bereits seine Witwe genannt, ihr folgte Heinrich Huhnstedt nach. 1730 verkaufte er dann nur die Nummer 6 für 125 Taler an Michael Jakob Hessenmüller. In der Zeit um 1823 gehörte das Haus dem Parchenter Johann Christian Thiele, der hier eine Barchentweberei betrieb. 1939/1940 wurde das Gebäude für den Bau eines Luftschutzbunkers abgerissen. Zu diesem Zeitpunkt war der Hausstein noch auf der Hofseite des Gebäudes angebracht. Sein Verbleib ist unbekannt. |      |
| 7          |                   | Das Grundstück gehörte bis 1730 als Garten bzw. Hof zum Haus Nummer 6. Heinrich Huhnstedt errichtete hier ein extra Gebäude, welches er 1730 für 125 Taler an Johann Heinrich Burchert verkaufte. 1939/1940 wurde das zu diesem Zeitpunkt bestehende Gebäude für den Bau eines Luftschutzbunkers abgerissen. |      |
| 8          |                   | Bis zu seinem Tod im Jahr 1626 war Simon Winkelmann Eigentümer. Er vererbte es an seine Witwe Magdalene Seydel. Ihr folgte ihr Sohn aus zweiter Ehe, Valentin Oelze nach. Oelze verkaufte die, wohl infolge der Zerstörung Magdeburgs im Jahr 1631 leere Stätte für 25 Taler im Jahr 1649 an den Wollkämmer Jakob Müller (auch Möller oder Jakob Wollkämmer). Er bebaute das Grundstück bis 1651 neu und wurde zuletzt 1655 erwähnt. 1651 und dann noch bis in die Zeit um 1660 bildete das Grundstück mit dem Grundstück Nummer 9 eine Einheit. Für das Jahr 1683 wurde der Diakonus Mag. Malachias Siebenhaar als Eigentümer genannt. Seine Witwe verkaufte das Grundstück im Jahr 1692 für 325 Taler an den Weißgerber Hans Fuhrmann. 1716 und dann bis 1732 gehörte es dem Zimmermann Andreas Gleichmann. 1939/1940 wurde das zu diesem Zeitpunkt bestehende Gebäude für den Bau eines Luftschutzbunkers abgerissen. |      |
| 9          |                   | 1631 wurde als Eigentümer des Hauses Bernd Laue geführt. Im Jahr 1651 verkaufte seine Tochter die Stätte für 20 Taler an Jakob Müller. Das Gebäude gehörte dann Anna Goldmann, danach ihr zweiter Ehemann, der Ratszollerheber Zacharias Schmidt, der es 1667 für 210 Taler an die Witwe von Kaspar Andreäs verkaufte. Andreäs war zuvor Pfarrer an der Johanniskirche. 1683 stand das Anwesen dann im Eigentum des Tuchscherers Johann Schrecke. Im Jahr 1704 gehört es seiner Witwe, die bis 1726 Eigentümerin blieb. 1939/1940 wurde das zu diesem Zeitpunkt bestehende Gebäude für den Bau eines Luftschutzbunkers abgerissen. |      |
| 10         |                   | In der Zeit vor 1631 gehörte das Haus dem Seifensieder Betche (auch Beteke) Meitzendorf. Seine Tochter Margarete, eine verheiratete Krieg, verkaufte die Stätte im Jahr 1650 an den Profoßleutnant Johann Wieber, dem sie bis zu seinem Tod gehört. 1655 veräußerte Margarete Krieg die Stätte erneut, diesmal für 65 Taler an den Lohgerber Michael Schmeißer. Schmeißer erbaute hier ein Hinterhaus zum Grundstück Johannisbergstraße 5. Zumindest bis 1750 war das Grundstück dann immer im gleichen Besitz wie die Johannisbergstraße 5. Allerdings wurde im Jahr 1683 einmal abweichend als Eigentümer Johann Schmeißer genannt. 1939/1940 wurde das zu diesem Zeitpunkt bestehende Gebäude für den Bau eines Luftschutzbunkers abgerissen. |      |
| 11         |                   | Für 1631 wurde als Eigentümer der Bude der Weißkramer Dionys Tange (auch Stange) genannt. 1649 verkauften seine Erben die Stätte für 15 Taler an den Fleischer Gottfried Rosenthal. Er wird auch noch 1651 der, vermutlich infolge der Zerstörung Magdeburgs im Jahr 1631, als wüst beschriebenen Stätte. Es wird angenommen, dass die Fläche als Hinterstätte mit zur Großen Junkerstraße 5 gehörte. Gesonderte Nachrichten liegen zumindest über länger Zeit nicht vor. 1686 kaufte dann Johann Friedrich Lange, Eigentümer der Großen Junkerstraße 5, für 100 Taler das Grundstück tatsächlich hinzu. Zumindest bis 1761 blieben beide Grundstücke in einer gemeinsamen Eigentümerschaft. |      |
| 12         |                   | Im Jahr 1631 war der Fleischer Gottfried Rosenthal Eigentümer des Hauses. Später wurde das wohl infolge der Zerstörung Magdeburgs 1631 wüste Grundstück als Krummhauers wüste Stätte bezeichnet. Weitere Nachrichten liegen dann erst wieder für das Jahr 1715 vor. In diesem Jahr gehörte dem Kaufmann Jean Faucher (auch Forcher) das Haus in der rue Junker-Eck. Das Eckhaus gehörte zur Französische Kolonie. Ende der 1930er Jahre befand sich im Haus und der benachbarten Nummer 13 die Milchhandlung Carl Herms. |      |
| 13         |                   | Das Haus gehörte bis zum Jahr 1652 zum benachbarten Grundstück Große Junkerstraße 5 und damit den Erben D. Steinackers, später den Erben von Gottfried Rosenthal. Sie veräußerten 1678 die Stätte und das Häuschen, womit möglicherweise die Hausnummern 12 und 13 gemeint waren, an den Brauknecht Georg Kausche. Kausche erbaute ein neues Haus, wobei denkbar ist, dass er es auf der zuvor benannten Stätte errichtete. 1683 wurde der Eigentümer als Braumeister Georg Karusche benannt. Nach ihm gehörte es Jean Faucher, der auch Eigentümer des benachbarten Hauses Nummer 12 war. |      |